# 島根デザイン専門学校
島根デザイン専門学校（しまねデザインせんもんがっこう）は、島根県仁多郡奥出雲町にある私立専修学校。設置者は学校法人マヤ学園。

## 設置科
- ビジュアルデザイン科（2年制）
- IT科（2年制）
- 研究科（1年制）

## 所在地
- 島根県仁多郡奥出雲町横田1377-5